# Мом
Мом (др.-греч. Μῶμος «насмешка, хула») — в древнегреческой мифологии бог насмешки, злословия, критики. Сын Нюкты и Эреба, брат Гипноса. Статую бога Смеха воздвиг Ликург. Упоминается в баснях. О придирках Мома упоминает Платон. Антагонист Бога смеха — Гелоса.
По его недоброму совету Зевс допустил Троянскую войну, ибо Мом ненавидел людей и богов, помогающих им. В конце концов за бесконечные порицания богов (Зевса, Афины, Посейдона) Мома изгнали с Олимпа.
Лопнул от злости, когда не смог найти ни одного недостатка у Афродиты.
Действующее лицо сатировских драм Софокла «Мом» (не дошло ни одной строки) и Ахея Эретрийского «Мом».

## Рецепция
Мом — популярный персонаж в европейском театре (в том числе музыкальном) XVII—XVIII веков — во Франции
(опера Анри Демаре «Любовные похождения Мома»; 1695), в Англии (сатирическая пьеса Дж. Драйдена «The secular masque»; 1700), в Германии (действующее лицо кантаты И. С. Баха «Состязание Феба и Пана»; BWV 201).
В XX веке Мом — действующее лицо серии романов «Бездна голодных глаз» харьковских писателей Г.Л. Олди, мошенник из повести Бориса Акунина «Пиковый валет» и др.
Мом — главный герой поэмы Костаса Варналиса «Испепеляющий свет».